# Pennsylvania Abolition Society
La Pennsylvania Society for Promoting the Abolition of Slavery, and for the Relief of Free Negroes Unlawfully Held in Bondage, and for Improving the Condition of the African Race (société de Pennsylvanie pour la promotion de l’abolition de l’esclavage, et pour l'aide aux Nègres libres détenus illégalement dans la servitude, et pour l’amélioration de la condition de la race africaine), connue sous le nom de Pennsylvania Abolition Society, est la première société antiesclavagiste du monde et de l'Amérique du Nord.
La Pennsylvania Abolition Society est créée sous l'impulsion de l'abolitionniste Antoine Benezet, elle fut fondée par des Quakers à Philadelphie le 14 avril 1775, soit un an avant la déclaration d'indépendance des États-Unis, elle avait pour objectif d'abolir l'esclavage aux États-Unis. Elle constitue encore un groupe de défense contre le racisme.

## Histoire
Antoine Benezet après avoir créé la première école pour filles d'Amérique en 1754, puis une école pour les jeunes Afro-Américains en 1770 convainc les Quakers de créer une société vouée à l'abolition de l'esclavage et la défense des Afro-Américains,. Cette société prend le nom de Society for the Relief of Free Negroes Unlawfully Held in Bondage pour devenir en 1784 la The Pennsylvania Society for Promoting the Abolition of Slavery and for the Relief of Free Negroes Unlawfully Held in Bondage and for Improving the Condition of the African Race,.
La fondation de cette société, première de ce genre au monde, ouvre la page de l'histoire de l'abolitionnisme et des droits civiques en faveur des Afro-Américains aux États-Unis.

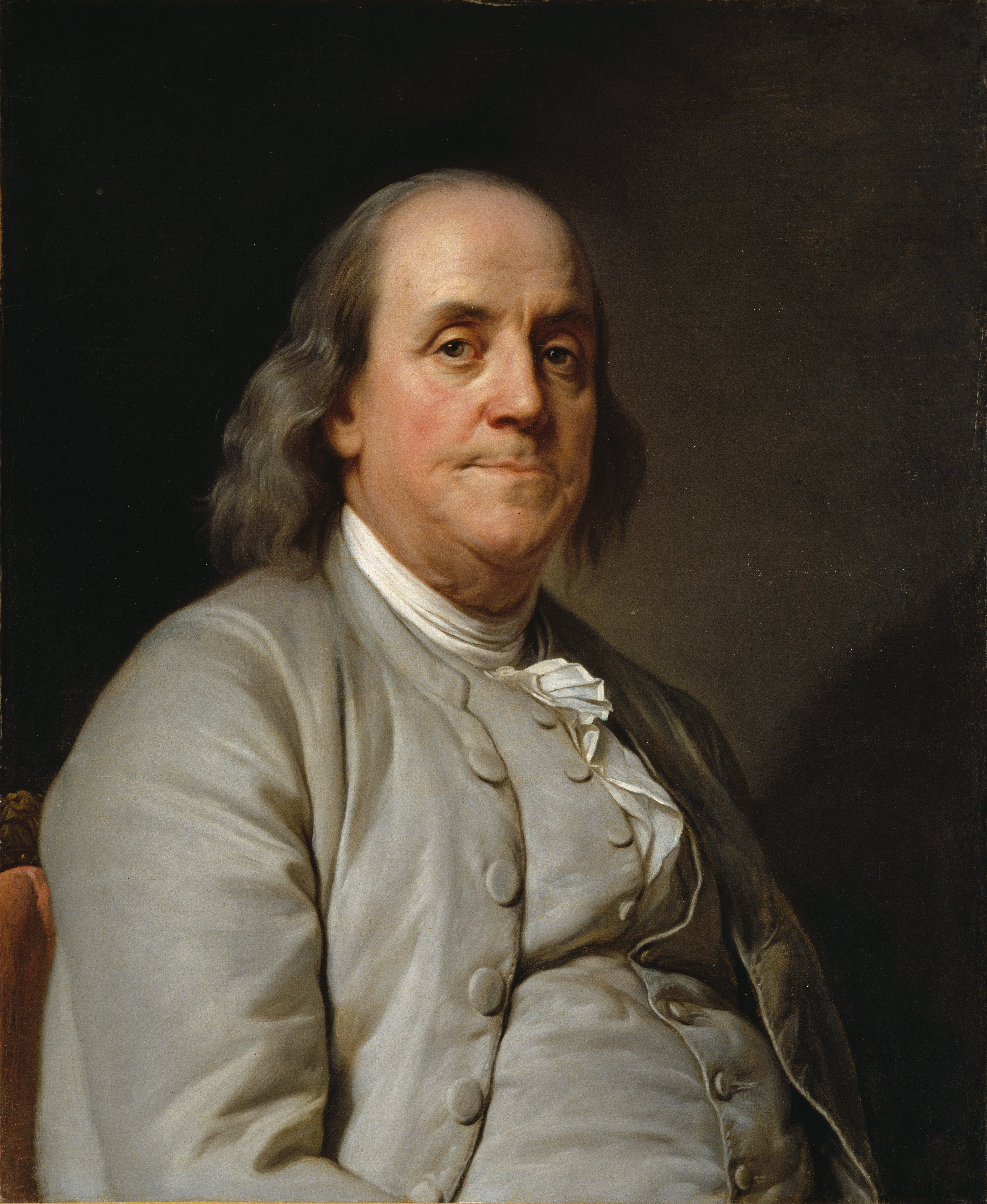
Portrait de Benjamin Franklin par le peintre Joseph Siffrein Duplessis

En 1785, Benjamin Franklin est devenu le président de l'organisation, malgré son poids et celui de toutes autres sociétés abolitionnistes comme la New York Manumission Society, la Constitution des États-Unis, sous la pression des riches propriétaires de plantations, reconnaîtra de façon implicite le droit à posséder des esclaves,.
Le travail de la société consiste, entre autres, à acheter l’affranchissement d'esclaves, à les conseiller, les accompagner et leur obtenir des emplois. Elle ouvre des écoles pour les enfants afro-américains et donne des cours du soir pour les adultes afro-américains.

## Archives
Les archives de la Pennsylvania Abolition Society sont déposées à la bibliothèque de l'Historical Society of Pennsylvania (en)

## Pour approfondir

### Documents de la société (sélection)
- (en-US) « The constitution of the Pennsylvania Society, for Promoting the Abolition of Slavery and the relief of free Negroes, unlawfully held in bondage »,
- (en-US) « Charter and by-laws of the Pennsylvania society for promoting the abolition of slavery »,
- (en-US) « The oldest abolition society, being a short story of the labors of the Pennsylvania society for promoting the abolition of slavery, the relief of free negroes unlawfully held in bondage, and for improving the condition of the African race »,
- (en-US) « Memorials presented to the Congress of the United States of America, by the different societies instituted for promoting the abolition of slavery »,

#### Notices dans des encyclopédies et manuels de références
- (en-US) John Hope Franklin et Alfred A. Moss, From Slavery to Freedom, New York, McGraw-Hill & Knopf (réimpr. 1956, 1967, 1988, 1994, 1999, 2010) (1re éd. 1947), 741 p. (ISBN 9780072963786, OCLC 690854146, lire en ligne), p. 80-92,
- (en-US) Stephen Currie, The Quest for Freedom : The Abolitionist Movement, Detroit, Illinois, Lucent Books, coll. « Lucent Library of Black History », 2005, 115 p. (ISBN 9781590187036, lire en ligne), p. 28-34,

#### Essais
- (en-US) Lawrence Arthur Cremin, American Education, The National Experience, 1783-1876, New York, Harper Torchbooks (réimpr. 1988) (1re éd. 1980), 628 p. (ISBN 9780060109127, OCLC 1035485613, lire en ligne)
- (en-US) Gary B. Nash et Jean R. Soderlund, Freedom by Degrees : Emancipation in Pennsylvania and Its Aftermath, New York, Oxford University Press, USA (réimpr. 2011, 2023) (1re éd. 1991), 272 p. (ISBN 9781601296337, OCLC 252541597, lire en ligne),
- (en-US) Gary B. Nash, Quakers and politics : Pennsylvania, 1681-1726, Boston, Massachusetts, Northeastern University Press (réimpr. 1993) (1re éd. 1968), 388 p. (ISBN 978-1-55553-166-9, OCLC 493775835, lire en ligne),
- (en-US) Richard S. Newman, The Transformation of American Abolitionism : Fighting Slavery in the Early Republic, Chapel Hill, Caroline du Nord, University of North Carolina Press, 2002, 276 p. (ISBN 9780807826713, lire en ligne),
- (en-US) Beverly C. Tomek, Colonization and Its Discontents : Emancipation, Emigration, and Antislavery in Antebellum Pennsylvania, New York, New York University Press, coll. « Early American Places » (réimpr. 2012) (1re éd. 2011), 326 p. (ISBN 9780814764534, OCLC 819816564, lire en ligne),

#### Articles anglophones
- Edward Raymond Turner, « The First Abolition Society in the United States », The Pennsylvania Magazine of History and Biography, vol. 36, no 1,‎ 1912, p. 92-109 (18 pages) (lire en ligne ). ,
- Edward Raymond Turner, « The Abolition of Slavery in Pennsylvania », The Pennsylvania Magazine of History and Biography, vol. 36, no 2,‎ 1912, p. 129-142 (14 pages) (lire en ligne ),
- Norman B. Wilkinson, « Papers of the Pennsylvania Society for Promoting the Abolition of Slavery », The Pennsylvania Magazine of History and Biography, vol. 68, no 3,‎ juillet 1944, p. 286-290 (5 pages) (lire en ligne ),
- Ira V. Brown, « Pennsylvania, "Immediate Emancipation," and the Birth of the American Anti-Slavery Society », Pennsylvania History: A Journal of Mid-Atlantic Studies, vol. 54, no 3,‎ juillet 1987, p. 163-178 (16 pages) (lire en ligne ),
- Ira V. Brown, « Pennsylvania's Antislavery Pioneers, 1688–1776 », Pennsylvania History: A Journal of Mid-Atlantic Studies, Vol. 55, No. 2, vol. 55, no 2,‎ avril 1988, p. 59-77 (19 pages) (lire en ligne ),
- Jean R. Soderlund, « Black Importation and Migration into Southeastern Pennsylvania, 1682-1810 », Proceedings of the American Philosophical Society, vol. 133, no 2,‎ juin 1989, p. 144-153 (10 pages) (lire en ligne ),
- William C. diGiacomantonio, « "For the Gratification of a Volunteering Society": Antislavery and Pressure Group Politics in the First Federal Congress », Journal of the Early Republic, vol. 15, no 2,‎ 1995, p. 169-197 (29 pages) (lire en ligne ). ,
- Dee E. Andrews, « Reconsidering the First Emancipation: Evidence from the Pennsylvania Abolition Society Correspondence, 1785-1810 », Pennsylvania History: A Journal of Mid-Atlantic Studies, vol. 64,‎ été 1997, p. 230-249 (20 pages) (lire en ligne ),
- Theopolis Fair, « The Pennsylvania Abolition Society Today », Pennsylvania Legacies, vol. 5, no 2,‎ novembre 2005, p. 26 (1 page) (lire en ligne ),
- Margaret Hope Bacon, « The Pennsylvania Abolition Society's Mission for Black Education », Pennsylvania Legacies, vol. 5, no 2,‎ novembre 2005, p. 21-26 (6 pages) (lire en ligne ),
- Christopher Densmore, « Seeking Freedom in the Courts: The Work of the Pennsylvania Society for promoting the Abolition of Slavery, and for the Relief of Free Negroes unlawfully held in Bondage, and for improving the Condition of the African Race, 1775–1865 », Pennsylvania Legacies, vol. 5, no 2,‎ novembre 2005, p. 16-19 (4 pages) (lire en ligne ),
- Richard S. Newman, « The Pennsylvania Abolition Society: Restoring a Group to Glory », Pennsylvania Legacies, vol. 5, no 2,‎ novembre 2005, p. 6-10 (5 pages) (lire en ligne ),
- Beverly Tomek, « Seeking "An Immutable Pledge from the Slave Holding States": the Pennsylvania Abolition Society and Black Resettlement », Pennsylvania History: A Journal of Mid-Atlantic Studies, vol. 75, no 1,‎ hiver 2008, p. 26-53 (28 pages) (lire en ligne ),